# 克氏無鬚魮
克氏無鬚魮（学名：Puntius cauveriensis）是輻鰭魚綱鯉形目鯉科的其中一個種，被IUCN列為極危保育類動物，分布於亞洲菲律賓民答那峨島的拉瑙湖流域，為特有種，本魚在側邊與腹面上為金色或黃銅色的光彩；魚鰭無色或淡紅色。吻部短且寬，鱗片大而數目很少；下頜短且狹窄，背鰭硬棘4枚；背鰭軟條8枚；臀鰭硬棘3枚；臀鰭軟條5枚，體長可達23.5公分，棲息在中底層水域。